# Société historique de La Province du Maine
La Société historique de La Province du Maine est une société savante qui étudie l'histoire du Mans et de la province historique du Maine, au travers de ses coutumes et ses monuments. En 1893, trois jeunes ecclésiastiques, les abbés Dubois, Ledru et Bruneau décident de créer une nouvelle revue qu’ils vont appeler en 1894 La Province du Maine, reprenant ainsi un titre d’une ancienne revue. Cette création correspond à leur volonté de mieux faire connaître l’histoire de l’église catholique dans le Maine et le patrimoine religieux de la province. Il faut cependant souligner que dès ses premiers numéros la revue a élargi le champ de ses articles à tous les domaines de l’histoire et du patrimoine du Maine et après 130 ans de publications, c’est le but que se fixent les responsables actuels de La Province du Maine. Les fondateurs avaient exclu d’organiser des visites et des conférences et l’essentiel de l’activité de la société historique de la Province du Maine repose donc sur sa revue et sa collection de livres consacrée à l’histoire du Maine.

## Une revue:La Province du Maine
Pendant la première partie de son histoire, la revue est marquée par la grande influence du chanoine Ledru, elle a été créée en partie pour lui permettre de publier le résultat de ses recherches en toute liberté, jusqu'à sa mort en 1935, avec quelques interruptions. Avant de quitter la Sarthe après sa nomination à l’évêché de Verdun, le futur cardinal Dubois a écrit de nombreux articles pour la revue et surtout, il a donné un siège social à la société historique  en lui achetant la maison canoniale Saint-Jacques, aujourd'hui hôtel du cardinal Dubois et en la faisant restaurer par le chanoine Bruneau, un grand bâtisseur. Les grands érudits du clergé sarthois ont ensuite pris le relais, le chanoine Baret et l’abbé Lemeunier mais des laïcs ont également présidé la société et parmi eux Gustave Singher et Camille Delétang.
Au XXe siècle les liens avec le clergé se sont distendus comme le montrent bien les colloques organisés par René Plessix, sur Les préfets, le Conseil général, et le numéro 104 de la revue consacré pour l’essentiel au colloque organisé en septembre 2017, Manger et boire dans le Maine du Moyen Âge au XXe siècle.

## Une collection: Les Archives historiques du Maine
Le premier volume a été publié en 1900 et il inaugure les publications des grandes sources de l’histoire du Maine, les cartulaires en particulier. Les derniers volumes parus montrent une évolution dans les publications puisque le tome XVI a été consacré à la publication d’études et de témoignages sur l’année terrible 1870-1871 et le dernier volume a été consacré à René Duguesclin, publié en 1994. Si ces publications se sont ralenties, la société envisage de publier en complément de la revue des ouvrages plus courts où l’on retrouverait l’idée de mêler études et documents.

## Colloques
- Actes du colloque du Mans, abbaye Saint-Vincent, octobre 1999, sous la direction de Daniel-Odon Hurel, directeur de recherche au CNRS et André Lévy, docteur en histoire, sous le patronage de l’Académie des Inscriptions et Belles-Lettres[4].
- Actes du colloque de l’abbaye de l’Épau des 22 et 23 mars 2003, publiés sous la direction de Nadine Vivier, professeur émérite à l’université du Maine et René Plessix, président de la Société historique de la province du Maine[5].
- Actes du colloque de Tuffé, 30 mars 2005, direction scientifique dom Thierry Barbeau, moine de Solesmes et André Lévy[6].
- Actes du colloque de l’abbaye de l’Épau du 14 mars 2009, publiés sous la direction de Nadine Vivier et René Plessix[7].
- Actes du colloque Vivoin-Tuffé des 18-19 juin 2010, édités par Serge Bertin, docteur en ethnologie et Jean-Pierre Maupay[8].
- Actes du colloque d’Évron du 23 octobre 2010, édités par André Lévy[9].
- Journée d’étude Louis Simon, à l’abbaye Saint-Vincent 28 mai 2016, éditée par Sylvie Granger et Annick Le Goff-Guilleux[10].
- Journée de l’histoire 30 septembre 2017, textes réunis par René Plessix[11]

## Source secondaire
- René Plessix, Les Sociétés savantes sarthoises et quelques-uns de leurs membres, Paris Edition du CHTS, 2011, p.113-130, (actes des congrès nationaux des sociétés historiques et scientifiques).